# Cubana-Flug 2886
Cubana-Flug 2886 war ein Inlands-Linienflug der Cubana von Camagüey nach Santiago de Cuba, bei dem am 24. Oktober 1990 eine Jakowlew Jak-40 vier Kilometer vor der Landebahn aufschlug. Bei dem Aufprall verloren elf Menschen ihr Leben.

## Flugverlauf
Zur Zeit des Fluges herrschte starker Regen. Cubana-Flug 2886 verließ den Flughafen von Camagüey um 01:04 Uhr Ortszeit (07:04 Uhr MEZ). Der erste Anflugsversuch auf die Landebahn 9 mithilfe des sogenannten Ungerichteten Funkfeuers auf den Flughafen Santiago de Cuba wurde um 01:51 Uhr Ortszeit (07:51 Uhr MEZ) abgebrochen. Auch ein weiterer Versuch um 01:55 Uhr Ortszeit (07:55 Uhr MEZ) wurde abgebrochen. In der Folge versuchte die Besatzung eine visuelle Landung auf der Landebahn 27. Vier Kilometer vor der Landebahn schlug das Flugzeug in bergigem Gelände auf. Der Aufprall tötete elf Menschen.

## Untersuchung
Die Untersuchung sieht die Unfallursache im fehlerhaften Handeln der Piloten. Diese wechselten nach ihrem zweiten gescheiterten Landeanflug vom Instrumentenflug zu einem visuellen Anflug, obwohl sie sich der schlechten visuellen Gegebenheiten und des bergigen Geländes bewusst waren. Diese Umstände machten einen Sichtflug praktisch unmöglich.